# Hipertensão arterial essencial
A hipertensão arterial essencial ou hipertensão arterial idiopática ou hipertensão primária é a forma de hipertensão que não tem uma causa atribuível e identificável. É o tipo mais comum de hipertensão e afeta cerca de 95% dos hipertensos.